# Gunter Pauli
Gunter Pauli (Anvers, 1956) és un empresari, economista i escriptor belga. És conegut per la seva obra principal, “La Economía Blava”.
Pauli és membre del Club de Roma i va servir tres anys des del 2017 com a membre electe del Comité Executiu.
Pauli ha servit com assessor de governs a Espanya, Argentina i Itàlia.
També ha treballat com a autor, notablement de La Economía Blava. Va assistir a Aurelio Peccei, fundador del Club de Roma des de 1979 a 1984 i més tard va escriure una biografia d’ell.
El 1989 va ser triat com a suplent independent al Parlament Europeu, però mai va ocupar l'escò.
El 1994 Pauli va fundar la Recerca i Iniciatives de Zero Emissions, Zero Emissions Research and Initiatives (ZERI).